# فتو اسکیپ
فوتو اسکیپ (به انگلیسی (PhotoScape)) یک برنامه ویرایش گرافیکی است که توسط مویی تک (کره جنوبی) توسعه یافته‌است. مفهوم اساسی فوتو اسکاپ آسان و سرگرم‌کننده است، به کاربران اجازه می‌دهد تا به آسانی تصاویری را که از دوربین‌های دیجیتال یا حتی تلفن‌های همراه گرفته شده‌اند، ویرایش کنید. فوتو اسکاپ یک رابط کاربری ساده برای انجام پیشرفت‌های عکس‌های رایج از جمله تنظیم رنگ، برش، تغییر اندازه، چاپ و انیمیشن GIF فراهم می‌کند. فوتو اسکاپ در سیستم‌های ویندوز مایکروسافت و مک‌اواس کار می‌کند. این نرم‌افزار در سیستم‌های لینوکس موجود نیست. زبان‌های پیش فرض انگلیسی و کره ای هستند و بسته‌های زبان‌های دیگر برای دانلود وجود دارد.
نسخه ۳٫۷ نسخه آزمایشی پایدار است. با این حال، نسخه‌های قدیمی هنوز هم برای کاربران ویندوز ۹۸ یا ME در دسترس هستند. این نرم‌افزار برای تمامی کاربران، از جمله شرکت‌های تجاری، رایگان است.

## ویژگی‌های فوتو اسکاپ
- نمایشگر عکس: مرور و سازماندهی عکس‌ها.
- ویرایشگر عکس: تقویت و تعادل رنگ، تغییر اندازه، اضافه کردن اثرات و کلیپ هنری.
- عکس بچ-ویرایشگر: فرایند چندین عکس را همزمان انجام دهید، چندین عکس را یکبار تغییر نام دهید.
- سازنده صفحه: چندین عکس را به یک صفحه تک پوستر یا به یک عکس نهایی پیوند می‌دهد.
- انیمیشن GIF: چندین عکس را به تصویر GIF منتخب تبدیل کنید.
- چاپگر ویژه: چاپ تصاویر برای موارد خاص، مانند عکس پاسپورت، یا صفحه براق مانند نمودار، تقویم یا مقاله موسیقی.
- ضبط صفحه: صفحه مانیتور را به یک فایل تصویری ذخیره کنید.
- انتخاب رنگ : انتخاب رنگ از پیکسل صفحه نمایش.
- تبدیل رم: تبدیل فرمت تصویر RAW به فرمت JPEG.
- چهره یاب: چهره‌های مشابه را از طریق اینترنت پیدا کنید.

## انتشار قابل توجه
| نسخه [4] | تاریخ انتشار [4] | تغییرات قابل توجه [4]                                                                                               |
| -------- | ---------------- | --- |
| ۳٫۱      | ۲۸ می ۲۰۰۸       | انتشار اولیه |
| ۳٫۲      | ۹ اکتبر ۲۰۰۸     | بسیاری از گزینه‌های جدید و پشتیبانی از ۱۹ زبان                                                                       |
| ۳٫۳      | ۵ ژانویه ۲۰۰۹    | بسیاری از گزینه‌های جدید، تنظیمات، ابزار و پشتیبانی از ۲۳ زبان                                                       |
| ۳٫۴      | ۲۸ اوت ۲۰۰۹      | بسیاری از گزینه‌های جدید، تنظیمات، قطعنامه‌های نت بوک (۱۰۲۴ × ۶۰۰) پشتیبانی می‌کند و دارای ۲۷ زبان + است               |
| ۳٫۵      | ۲۰۱۰ مه ۲۴       | تنظیمات، ابزارهای جدید، توقف پشتیبانی ویندوز ۹۵، ۹۸ و من، شروع به پشتیبانی از ویندوز ۷، ویستا و پشتیبانی از ۳۴ زبان |
| ۳٫۶      | ۲۱ دسامبر ۲۰۱۱   | گزینه‌های جدید، تنظیمات و پشتیبانی از زبان‌های مختلف                                                                  |
| ۳٫۶٫۱    | ۲۸ فوریه ۲۰۱۲    | تنظیمات، ابزارهای جدید                                                                                              |
| ۳٫۶٫۲    | ۲۳ آوریل ۲۰۱۲    | تنظیمات، پشتیبانی از فایل‌های RAW                                                                                    |
| ۳٫۶٫۳    | دسامبر ۲۷، ۲۰۱۲  | تنظیمات و توابع جدید، برس ارتعاش گنجانده شده‌است                                                                     |
| ۳٫۶٫۴    | ۲۵ ژوئن ۲۰۱۳     | تنظیمات، ابزار و توابع جدید، گزینه کیفیت JPEG بهبود یافته‌است                                                        |
| ۳٫۶٫۵    | ۵ ژوئیه ۲۰۱۳     | رفع اشکال برای فیلترهای تیز، تاری و بلوم، Blur Brush ارتقا یافته‌است                                                 |
| ۱٫۰      | ۲۰۱۳ اکتبر ۲۳    | |
| ۲٫۰      | دسامبر ۰۹، ۲۰۱۴  | |
| ۲٫۱      | ۲۰۱۵ ژانویه ۰۸   | |
| ۲٫۲      | ۲۸ آوریل ۲۰۱۵    | |
| ۲٫۳      | ۲۰۱۵ اکتبر ۲۸    | |
| ۲٫۴      | ۲۰ مه ۲۰۱۶       | |
| ۲٫۴٫۱    | ۱۶ ژوئیه ۲۰۱۶    | |
| ۲٫۵      | ۱۷ دسامبر ۲۰۱۶   | |
| ۲٫۶      | ۶ ژوئیه ۲۰۱۷     | |
| ۲٫۶٫۱    | ۱۵ ژوئیه ۲۰۱۷    | |
| ۲٫۶٫۲    | ۱۶ ژوئیه ۲۰۱۷    | |
| ۲٫۶٫۳    | ۲۴ اوت ۲۰۱۷      | |
| ۲٫۷      | ۲۱ دسامبر ۲۰۱۷   | |
| ۲٫۷٫۱    | دسامبر ۲۳، ۲۰۱۷  | |